# 구글의 이스터 에그 목록

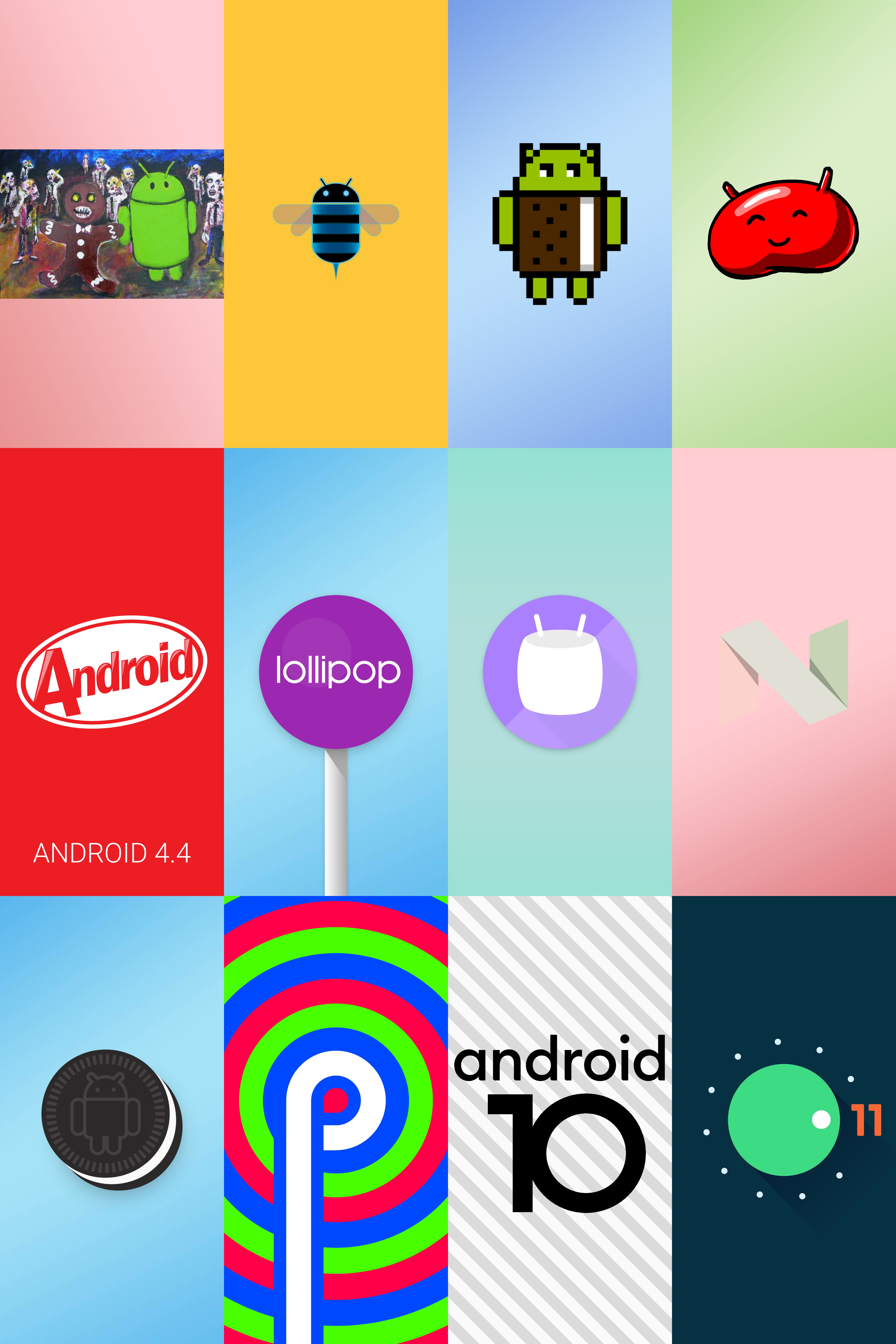

구글 이스터 에그(Google Easter eggs)란 미국의 기업 구글에서 2000년 경부터 구글 검색, 유튜브, 그리고 안드로이드와 같은 자사의 제품과 서비스에 추가한 만우절 농담 및 장난을 가리킨다.

## 이스터 에그목록
(현재 삭제된 이스터 에그도 포함되어 있을 수 있다. 삭제된 구글 이스터 에그는 여기서 즐길 수 있다.)

### 구글 검색
- 구글 검색창에 'do a barrel roll'을 입력하면 인터넷 창이 한 바퀴 돈다.[2][3][4]
- 구글 검색창에 'askew'를 입력하면 비스듬한 인터넷 창이 나온다.[5][6]
- 구글 검색창에 'thanos snap'을 검색하면 나오는 건틀렛을 누르면 검색 결과의 반이 사라진다. 한번 더 누르면 타임 스톤을 이용해 검색 결과를 원래대로 돌린다. 현재는 삭제됐다.
- 구글 검색창에 '스플래툰'를 검색하고 스플래툰 설명란 아래 잉크를 클릭하면 구글 화면에 잉크를 칠할 수 있다. 아래에 있는 물방울 버튼을 누르면 색칠 모드를 벗어난다.
- 구글 검색창에 'the wizard of oz'라고 치면 빨간색 구두가 나오는데, 그것을 누르면 화면이 한 바퀴 돌면서 화면이 흑백으로 변한다. 한 번 더 누르면 집이 나오면서 원래대로 돌아간다.(지금은 실행되지 않는다.)
- 구글 검색창에 'Google Gravity'라고 입력하고 Im feeling lucky를 누르면 구글의 글자와 메뉴가 땅으로 무너진다.
- 구글 검색창에 ' t》 '이라고 검색하고 이미지 검색 결과를 확인하면 벽돌깨기 게임을 할 수 있다.[7][8]
- 구글 검색창에 'zerg rush'를 입력하고 Im feeling lucky를 누르면 동그란 모양의 저글링이 나타나 검색결과를 공격하는 미니게임이 나오는데, 이는 구글에서 블리자드엔터테인먼트의 14주년을 기념하기 위해서 나온 것이라고 한다. 검색결과가 다 부서지면 저글링이 색별로 모여 GG라는 글씨를 만든다.(지금은 실행되지 않는다.)
- 구글 검색창에 'blink html'를 검색하면 글자들이 계속해서 깜박이는 것을 볼 수 있다.
- 구글 검색창에 '소닉 더 헤지혹'을 검색하고 소닉 아이콘을 누르면 소닉이 빙빙 돌고, 연타하면 수퍼 소닉으로 모습이 변한다.
- 구글 검색창에 gg를 치면 화면의 좌우가 반전된다. (지금은 실행되지 않는다.)
- 구글 검색창에 '크리스마스'라고 치면 나오는 선물 상자를 누르면 산타가 탄 열기구가 올라오며 산타 추적기가 실행된다.
- 구글 검색창에 '이중 소행성'이라고 치면 화면이 틀어진다.
- 구글 검색창에 'BTS'라고 치고 왼쪽에 있는 풍선을 누르면 풍선이 올라온다.(하트풍선 터트리는 미니게임이라고 보면 된다.)
- 구글 검색창에 'dog' 또는 '강아지'를 치고 발바닥 모양을 누르면 화면에 발바닥 모양을 칠할 수 있다.
- 구글 검색창에 'cat' 또는 '고양이'를 치고 발바닥 모양을 누르면 화면에 고양이 발바닥 모양을 칠할 수 있다.
- 구글 검색창에 '토마토축제(토마티나)'라고 치고 토마토를 클릭하면 토마토를 화면에 던질 수 있다.
- 구글 검색창에 '홀리(홀리축제)'라고 치고 모래(물감)를 클릭하면 물감을 화면에 던질 수 있다.
- 구글 검색창에 '벚꽃(벚꽃축제)'라고 치고 벚꽃을 클릭하면 스크린에 벚꽃이 내린다.
- 구글 검색창에 '블레츨리 파크'라고 치면 암호를 해독하듯 문자가 뒤섞였다 다시 제자리로 돌아온다.
- 구글 검색창에 '운석' 이라고 치면 운석이 떨어지는 걸 볼 수 있다.
- 구글 검색창에 '괴혼' 이라고 치면 괴혼 게임의 공을 굴려 화면 요소들을 공에 붙일 수 있다.
- 구글 검색창에 '디왈리' 라고 치면 불 붙이기 게임을 할 수 있다.
- 구글 검색창에 축구 대회명을 검색하면 우승국의 국기 폭죽이 터진다.
- 구글 검색창에 'mario' 라고 치면 럭키박스가 나오는데 클릭하면 동전이 생긴다.
- 구글 검색창에 '팩맨' 이라고 치면 팩맨게임을 플레이할 수 있다.
- 구글 검색창에 '별똥별(유성우)' 이라고 치면 별똥별(유성우)이 떨어진다.
- 구글 검색창에 application.properties 라고 치면 Devtool 안에 이스터 에그가 나온다.
- 구글 검색창에 '파이널판타지(Final Fantasy)' 라고 치고 새 아이콘을 누르면 글자들이 울리며, 새 무리가 지나간다.
- 구글 검색창에 'game of life'라고 치면 생명 게임이 화면 양쪽에서 진행된다. 클릭하여 타일을 배치할 수도 있다.
- 구글 검색창에 '마인크래프트' 라고 친 다음 밑에 나오는 버튼을 누르고 창을 부수면 마인크래프트 2D게임이 실행된다.
- 구글 검색창에 '제리 로슨 (Jerry Lawson)이라고 치고 달리는 아저씨에 아이콘을 누르면 나만에 게임을 만들고 플레이를 할 수 있다.
- 구글 검색창에 요한 제바스티안 바흐를 치고 피아노를 치는 바흐를 클릭하면 작곡을 할 수 있다.
- 구글 검색창에 '대한민국 2024년 올림픽' 이라고 치면 검색창에 꽃다발을 던질 수 있다.
- 구글 검색창에 'RRR' 이라고 치면 오토바이와 말이 지나가는 것을 확인할 수 있다. 클릭하여 멈출 수 있다.(한번더 클릭하면 다시 간다.)
- 구글 검색창에 '팝콘' 이라고 치면 팝콘 모양이 나오는데 이 팝콘 모양을 클릭하면 팝콘 게임을 플레이 할 수 있다.
- 구글 검색창에 '명탐정 코난' 이라고 치면 알약(APTX 4869) 모양이 나오는데 이를 클릭하면 화면이 작아진다.
- 구글 검색창에 ‘Valentine’s Day’라고 치면 사랑의 빠진 화학 요소커플이 나오는데 그것을 클릭하면 화학요소들을 배울수있다.
- 구글 검색창에 '칙술루브 충돌구'를 검색하면, 운석이 떨어진다.
- 구글 검색창에 '나는 정말 귀엽다'를 검색하면 리본 모양이 나오는데 그것을 클릭하면 리본이 떨어진다.
- 구글 검색창에 '오징어 게임'이라고 치면 잠시후 아래에 오징어 게임 초대장이 나오는데 초대장을 클릭하면 '무궁화꽃이 피었습니다'를 플레이할 수 있다.
- 구글 검색창에 'taste Sabrina carpenter '라고 치면 아래에 입술버튼이 나오는데,클릭하면 화면에 입술자국이 나온다.
- 구글 검색창에 '구글 할로윈 게임' 라고 치면 할로윈 게임을 플레이 할 수 있다.
- 구글 검색창에 ‘락모어’라고 치면 오른쪽에 아이콘이 나오는데,클릭하면 테레민을 간단하게  배우고 연주할 수 있다.

### 기타

#### 구글 홈페이지
- 2014년 5월 19일에는 구글 홈페이지에 있는 루빅 큐브를 누르면 루빅 큐브를 할 수 있다. (지금은 크롬 스토어에서 다운받아야 한다.)
- wifi가 안터지는 곳에서 구글을 실행하면 공룡이 나오는데 클릭하면 공룡 점프 게임을 할 수 있다.

#### 구글 렌즈
- 픽셀 4 상자 뒷면을 구글렌즈로 비추면 이스터에그를 확인할 수 있다.

#### 구글 앱
- 네크워크가 잘 안터지는곳에 구글앱을 실행한 뒤, 아무거나 검색하고 구름친구를 탭하면 게임을 할 수 있다.

## 같이 보기
- 이스터 에그
- 구글